# Hino Nacional Brasileiro
Hino Nacional Brasileiro este imnul național al Braziliei. Versurile îi aparțin lui Joaquim Osório Duque Estrada, iar muzica este semnată de Francisco Manuel da Silva.